# Trade Air
Pour les articles homonymes, voir Trade (homonymie).
Trade Air (code OACI : TDR) est une compagnie aérienne croate fondée en 1994 et basée à Velika Gorica (banlieue de Zagreb) de transport de marchandises et de passagers avec des vols charters.

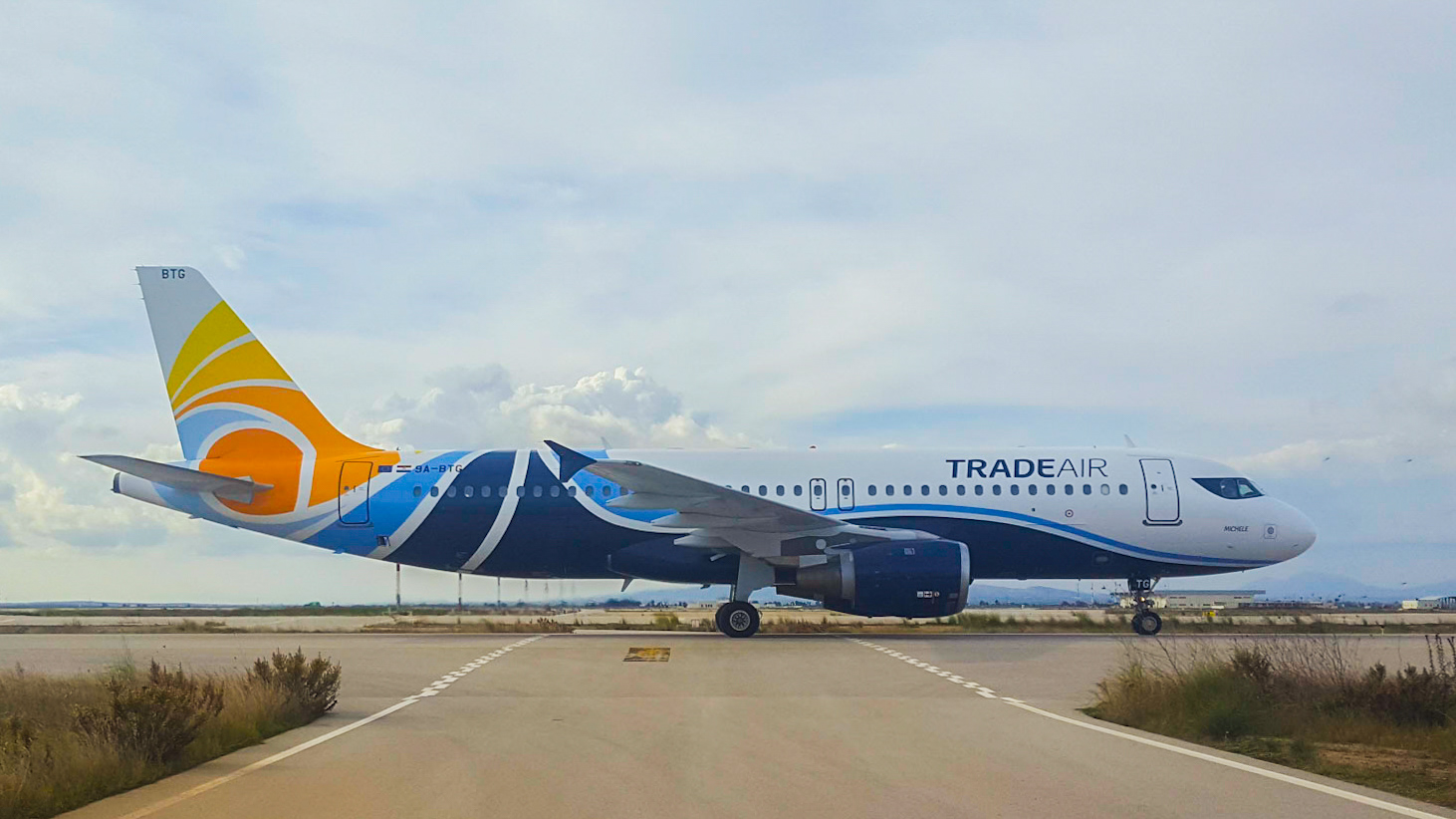
Un des Airbus A320 de Trade Air

## Histoire
Depuis mars 2005, elle utilise l’appellation commerciale Sun Adria pour les vols charters avec ses 2 Fokker 100.
En 2018, elle assure des vols nationaux en France pour le compte de Hop_!_Air_France.

## Flotte

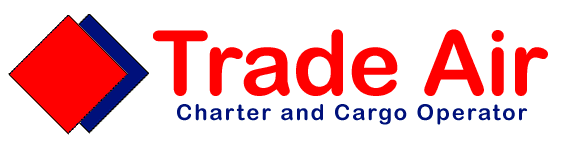
Ancien logo de Trade Air

En septembre 2020, La flotte de Trade Air se compose de 4 avions :
- 3 Airbus A320, (immatriculés : 9A-BTG , 9A-BTH et 9A-BTI)
- 1 Fokker 100, en configuration 109 passagers (immatriculé 9A-BTE). Ce dernier exploite actuellement des liaisons quotidiennes reliant l'aéroport de Rennes aux aéroports d'Amsterdam, Marseille et Toulouse.

En novembre 2007, à la suite d'une pénurie d’avions charters, un des Fokker 100 de Trade air effectua un séjour d'un mois en Australie pendant les élections. Il assura les déplacements des journalistes couvrant la campagne de John Howard, tandis que les déplacements des journalistes suivant la campagne de son opposant Kevin Rudd, étaient assurés par un Fokker 100 de la compagnie française Blue Line.

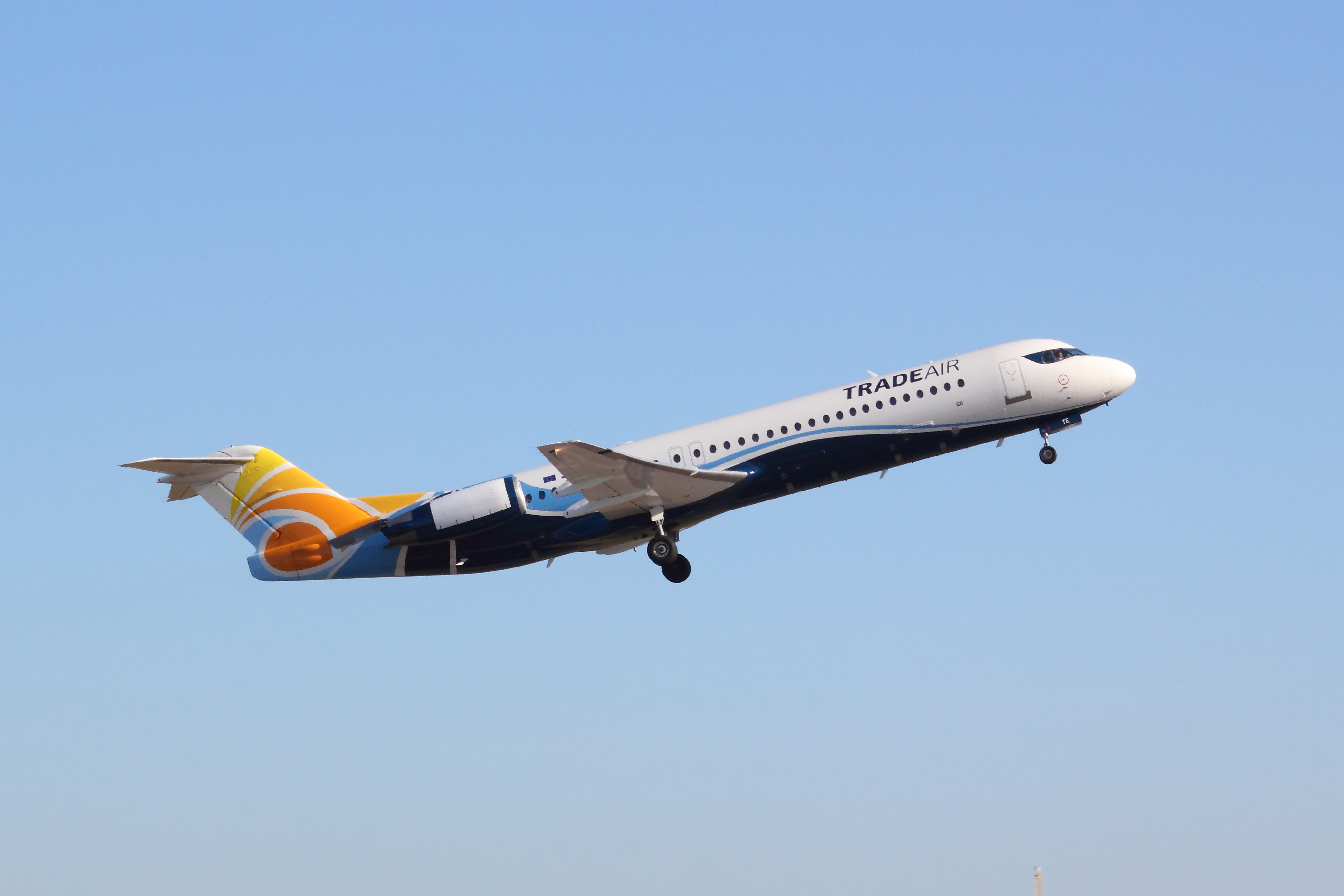
Fokker 100 de Trade Air